# 모린 니시마
모린 니시마(프랑스어: Maureen Nisima, 1981년 7월 30일~)는 프랑스의 은퇴한 펜싱 선수로 주 종목은 에페이다. 2004년 하계 올림픽에서 개인전과 단체전 동메달을 획득했다. 올림픽 외에 세계 선수권 대회에서 금메달 4개, 유럽 선수권 대회에서 금메달 1개를 획득했다.